# Луців Ігор Володимирович
Ігор Володимирович Луців (7 травня 1959, м. Тернопіль) — доктор технічних наук, професор.

## Навчання
Тернопільську загальноосвітню школу № 3 з поглибленим вивченням іноземних мов закінчив у 1976 році. У тому ж році вступив до Тернопільського філіалу Львівського політехнічного інституту. Закінчив з відзнакою і отримав диплом інженера-механіка за спеціальністю «Технологія машинобудування, металорізальні верстати та інструменти» в 1981 році. Із 1981 року по 1983 року проходив військову службу. Після служби в армії в 1983 році вступив в аспірантуру Львівського політехнічного інституту. У 1986 році успішно захистив кандидатську дисертацію у спеціалізованій Вченій раді при Львівському політехнічному інституті  під керівництвом професора С. Г. Калініна. У 1990 році отримав вчене звання доцента.

## Професійна діяльність
26.05.1986 — 07.12.1987 — асистент кафедри верстатів та інструментів Тернопільського філіалу Львівського політехнічного інституту.
08.12.1987 — 20.04.1990 — доцент кафедри верстатів та інструментів Тернопільського філіалу Львівського політехнічного інституту.
21.04.1990 — 17.06.1991 — виконувач обов'язків завідувача кафедри верстатів та інструментів Тернопільського філіалу Львівського політехнічного інституту.
18.06.1991 — 14.12.1994 — завідувач кафедри верстатів та інструментів Тернопільського приладобудівного інституту.
15.12.1994 — 30.06.2005 — проректор з навчальної роботи Тернопільського державного технічного університету імені Івана Пулюя.
01.07.2005 — 04.02.2007 — перший проректор, проректор з навчальної роботи Тернопільського державного технічного університету імені Івана Пулюя.
2003–2007 — очолював кафедру комп'ютерного проектування верстатів та машин.
2007 по теперішній час завідувач кафедри конструювання верстатів, інструментів та машин;
05.02.2007 — 05.04.2007 — виконувач обов'язків ректора Тернопільського державного технічного університету імені Івана Пулюя.
06.04.2007 — 2010 — перший проректор, проректор з навчальної роботи Тернопільського державного технічного університету імені Івана Пулюя.
Брав участь у конференціях Європейської Асоціації університетів (Шотландія, 2005 р., Швеція, 2005 р., Чехія, 2006р).

## Нагороди
- Знак «Відмінник освіти України» (1997 р.);
- лауреат Всеукраїнської премії ім. Івана Пулюя за 2003 р. (2004 р.);
- знак імені «Петра Могили» (2007 р.);
- Заслужений працівник освіти України (2009 р.);
- Академік академії наук вищої освіти України (2012 р.).

## Основні наукові праці
- Анельчик Д. Є., Швець С. В., Луців І. В., Дубецький І. Д. Система різання: фізичні основи оптимізація / Під. ред. І. В. Луціва. — Одеса-Тернопіль: ТДТУ, 2000. — 145с.
- Дубиняк С. А., Нагорняк С. Г., Луцив И. В., Дубецкий И. Д. Расчет деталей и узлов металлорежущих станков с использованием ЭВМ. — К.: УМК ВО, 1989. — 152с.
- Кузнєцов Ю. М., Луців І. В., Дубиняк С. А. Теорія технічних систем / Під. ред. Кузнєцова Ю. М. — К.-Тернопіль: 1997. — 310с.
- Нагорняк С. Г., Луцив И. В. Предохранительные механизмы металлообрабативающего оборудования. — К.: Техника, 1992. — 72с.
- Луців І. Особливості орієнтації різальних лез в інструментальному оснащенні зі кінематичним між інструментальним зв'язком. — Вісник Тернопільського державного технічного університету, 2006, т.11, № 4, с.69-73.